# Інститут зовнішньополітичних досліджень
Інститут зовнішньополітичних досліджень (до 2017 Інститут зовнішньої політики Дипломатичної академії при Міністерстві закордонних справ України; англ. Foreign Policy Research Institute) — дослідницький заклад у складі Дипломатичної академії України.
Інститут створений наказом ректора Дипломатичної академії України 20 квітня 2006 р. з метою проведення наукових досліджень в галузі міжнародних відносин, зовнішньої політики та міжнародної безпеки.

## Директор
Безпосереднє керівництво Інститутом здійснює його директор — професор, доктор політичних наук Перепелиця Григорій Миколайович.

## Завдання
- комплексне дослідження зовнішньої політики України й іноземних держав, прикладних проблем міжнародних відносин та міжнародної безпеки.
- розробка концептуальних засад зовнішньої політики України, підготовка практичних рекомендацій та прогнозів щодо розв'язання актуальних проблем сучасних міжнародних відносин та зовнішньої політики України, сприяння її відкритості та передбачуваності.
- участь в реалізації міжнародних наукових та освітніх програм в галузі зовнішньої політики, міжнародних відносин і міжнародної безпеки.

Інститут виконує завдання з поточних питань зовнішньої політики України за окремими дорученнями керівництва МЗС України.

## Напрями досліджень
- Зовнішня політика України: пріоритетні напрямки, стратегії та засоби реалізації;
- Проблеми міжнародних відносин та конфліктологія;
- Міжнародна безпека.

## Форми діяльності
- проведення наукових досліджень з власної ініціативи та на замовлення державних інституцій України;
- запровадження та реалізація наукових проектів, наукових та освітніх програм;
- експертиза проектів законодавчих та інших нормативних національних і міжнародних документів в сфері зовнішньої політики і міжнародної безпеки;
- консультації урядових та неурядових організацій;
- публікація монографій та аналітичних доповідей;
- популяризація в засобах масової інформації тем, профільних для діяльності Інституту;
- видання щорічника «Зовнішня політика України: стратегічні оцінки, прогнози та пріоритети» та щоквартальника «Міжнародний огляд»;
- проведення конференцій, публічних лекцій, семінарів і «круглих столів» з профільної тематики Інституту

Інститут залучає до проведення наукових досліджень фахівців та експертів з установ та організацій України, іноземних держав та міжнародних організацій.

## Періодичні видання
Основні періодичні виданнями Інституту:
- щорічник «Зовнішня політика України: стратегічні оцінки, прогнози та пріоритети»;
- щоквартальник «Міжнародний огляд».

### Щорічник
Щорічник (Yearbook) «Зовнішня політика України: стратегічні оцінки, прогнози та пріоритети» дає аналіз зовнішньої політики України, ключових тенденцій, властивих їй протягом поточного року та викладає прогнозні сценарії їх розвитку, а також окреслює пріоритетні напрямки реалізації зовнішньополітичного курсу країни. Щорічник поєднує в собі науково-аналітичну частину, викладену у висновках та оцінках провідних експертів-міжнародників, та інформативні матеріалами надані Міністерством закордонних справ України.
Книга покликана стимулювати політикум та науковий загал України до дискусії і наукового пошуку шляхів вирішення зовнішньополітичних проблем та вдосконалення зовнішньополітичної діяльності країни. Щорічник розрахований на широке коло вітчизняних та зарубіжних фахівців, науковців, вітчизняного дипломатичного корпусу, посольств України за кордоном та іноземних представництв в Україні, а також читачів які цікавляться зовнішньою політикою та міжнародними відносинами.
Видання здійснюється українською та англійською мовами.

### Щоквартальник
Щоквартальник «Міжнародний огляд» є спеціалізованим виданням, яке розраховане на фахівців, дипломатів та широке коло читачів, які цікавляться проблемами зовнішньої політики України, міжнародних відносин та міжнародної безпеки. В ньому публікується поточний аналіз міжнародних процесів, подій і тенденцій міжнародного життя, а також рішень керівництва країни в сфері зовнішньої політики та безпеки.
Щоквартальник надає свої сторінки для публікації провідним українським та іноземним експертам з політології, міжнародних відносин з найбільш злободенних тем та актуальних міжнародних та внутрішньополітичних проблем, пов'язаних із зовнішньою політикою.
На сторінках журналу публікуються експертні оцінки та аналіз найактуальніших тем і подій міжнародного життя, що сталися протягом кожного кварталу поточного року.
Мета видання — ознайомити широке коло читачів в Україні і за кордоном з міжнародними і політичними процесами, що відбуваються в країні та світі, сприяти відкритості та передбачуваності зовнішньої політики України.
Видання квартальника здійснюється українською та англійською мовами.

## Публікація
- Книга «Навіщо Україні НАТО?», автор к.н Палій Олександр — січень, 2007 р.
- Щорічник «Зовнішня політика України 2006: оцінки та пріоритети» — українська версія — (творчий колектив, під редакцією д.п.н. проф. Перепелиці Г. М.) — травень, 2007. — 272с.
- Annual Strategic Review "Foreign policy of Ukraine — 2006: Strategic Assessments, Forecasts and Priorities/ Edited by G.M. Perepelytsia. — , 2007.- 240 р.
- № 1 Щоквартальника «Міжнародний огляд» «Вплив гілок української влади на формування зовнішньополітичного курсу України та перспективу відносин з ЄС», (творчий колектив, під редакцією д.п.н. проф. Перепелиці Г. М.) березень, 2007 р.
- № 2 Щоквартальника «Міжнародний огляд» «Відносини України та ЄС: підсумки першого півріччя», (творчий колектив, під редакцією д.п.н. проф. Перепелиці Г. М.), липень, 2007 р.
- № 3 Щоквартальника «Міжнародний огляд» «Відносини Україна — ЄС у регіональному вимірі», жовтень, 2007 р. (творчий колектив, під редакцією д.п.н. проф. Перепелиці Г. М.).
- № 4 Щоквартальника «Міжнародний огляд» «Відносини України та ЄС: підсумки року», грудень, 2007 р. (творчий колектив, під редакцією д.п.н. проф. Перепелиці Г. М.).
- Брошура «Для чого Україні вступ до НАТО?», автор к.н Палій Олександр — грудень, 2007 р.
- Брошура "Україна-НАТО: «за» та «проти», автор к.н Палій Олександр — грудень, 2007 р.
- Брошура «Український ОПК в умовах НАТО», автор к.н Палій Олександр — грудень, 2007 р.